# Grote Prijs Stad Zottegem 1992
Il Grote Prijs Stad Zottegem 1992, cinquantasettesima edizione della corsa, si svolse il 18 agosto 1992 su un percorso di 164 km, con partenza e arrivo a Zottegem. Fu vinto dal belga Marc Dierickx della Assur Carpets-Willy Naessens-Euroclean davanti ai suoi connazionali Rik Van Slycke e Hendrik Redant.

## Ordine d'arrivo (Top 10)
| Pos. | Corridore             | Squadra                                | Tempo    |
| ---- | --------------------- | -------------------------------------- | -------- |
| 1    | Marc Dierickx         | Assur Carpets-Willy Naessens-Euroclean | 4h07'26" |
| 2    | Rik Van Slycke        | Lotto                                  |          |
| 3    | Hendrik Redant        | Lotto                                  |          |
| 4    | Corneille Daems       | Assur Carpets-Willy Naessens-Euroclean |          |
| 5    | Eric Van Lancker      | Panasonic-Sportlife                    |          |
| 6    | Alain Van Den Bossche | TVM-Sanyo                              |          |
| 7    | Peter De Clercq       | Lotto                                  |          |
| 8    | Luc Dierickx          | Assur Carpets-Willy Naessens-Euroclean |          |
| 9    | Eric Vanderaerden     | Buckler                                |          |
| 10   | Jo Planckaert         | Panasonic-Sportlife                    |          |